# Distretto di Huaura
Il distretto di Huaura è uno dei dodici distretti della provincia di Huaura, in Perù. Si trova nella regione di Lima e si estende su una superficie di 484,43 chilometri quadrati.
Istituito il 6 agosto 1936, ha per capitale la città di Huaura.